# Patrice Caine
Patrice Caine, né le 7 janvier 1970 à Paris, est un haut fonctionnaire et dirigeant d'entreprise français. Il est président-directeur général du groupe Thales depuis le 23 décembre 2014 et préside l'Association nationale de la recherche et de la technologie (ANRT) depuis décembre 2019.

## Biographie

### Famille
Patrice Olivier Francis Caine est né le 7 janvier 1970 à Paris dans le 15e arrondissement, du mariage d'Yves Caine, ingénieur des ponts et chaussées et dirigeant de société et d'Anne Marie Brion. Il est le frère de Stéphane Caine, PDG de Proxiserve (ancienne filiale de Veolia Environnement) et un ancien proche collaborateur d'Henri Proglio.

### Formation
À l'issue de ses études secondaires au lycée Saint-Jean-de-Passy, il est lauréat en 1987 du concours général en mathématiques et du concours général en sciences physiques,. Après des classes préparatoires à Sainte-Geneviève de Versailles, Patrice Caine est ancien élève de la promotion 1989 de l’École polytechnique et diplômé en 1992 de l’École des mines de Paris,,. Il est ingénieur en chef du corps des Mines, suivant le même cursus que son frère ainé, Stéphane.

### Carrière professionnelle

#### Débuts
Patrice Caine commence sa carrière en 1992 dans le groupe pharmaceutique Fournier avant de devenir conseiller en fusions et acquisitions et stratégie d’entreprise à Charterhouse Bank Limited à Londres.

#### Fonction publique
De 1995 à 1998, il est chargé de mission auprès du préfet de la région Franche-Comté et parallèlement chef de la division Développement Industriel et Énergie à la Direction régionale de l'Industrie, de la Recherche et de l'Environnement (DRIRE). De 1998 à 2000, il rejoint le conseil général des Mines, chargé des ressources humaines du corps des Mines. Parallèlement, il est responsable de la formation des ingénieurs-élèves des corps techniques de l’État à l’École des Mines de Paris.
Durant le gouvernement Lionel Jospin, il est de juillet 2000 à février 2002 conseiller technique chargé de l'énergie au cabinet du secrétaire d’État à l'Industrie Christian Pierret et du ministre de l’Économie, des Finances et de l’Industrie Laurent Fabius,.
Patrice Caine a notamment supervisé le dossier de la création d'Areva, « semblant faire l'unanimité autour de lui », et apportant son soutien à Anne Lauvergeon, alors présidente-directrice générale (PDG) du groupe Cogema, dans son projet de création d’Areva.

#### Thales
En 2002, Patrice Caine rejoint le groupe Thales, d'abord à la direction de la stratégie puis à la direction de différentes unités. Il est nommé directeur général, Opérations et Performance, le 4 février 2013.
En décembre 2012, Patrice Caine est pressenti pour prendre la direction du Groupe Thales, mais c'est Jean-Bernard Lévy qui est nommé PDG.
Le 23 décembre 2014, Patrice Caine est « élu président-directeur général de Thales par le conseil d’administration, en remplacement de Philippe Logak, président-directeur général par intérim depuis le 27 novembre 2014. A ce titre, il devait préparer la dissociation des fonctions entre directeur général, fonction qu’il aurait exercé et président du conseil d’administration, fonction qui aurait été exercée par Henri Proglio. Ces nominations devaient être confirmées par la prochaine assemblée générale, qui était également invitée à se prononcer sur les ajustements à apporter aux statuts de l'entreprise ».
À la suite du retrait d'Henri Proglio, Patrice Caine est finalement confirmé à son poste de président-directeur général par le conseil d'administration le 13 mai 2015.
Au sein du groupe Thales, Patrice Caine « jouit d'une forte légitimité ». « Brillant, fin, accessible […] fin connaisseur de la maison thalésienne [où] il y a acquis une vision stratégique du groupe en accumulant les positions clés », il est considéré par le député Michel Destot comme « intelligent, travailleur, cet ingénieur du corps des mines a toujours fait honneur à son pays ». Cette nomination rassure les syndicats et l'Association du personnel actionnaire de Thales (APAT) qui avaient réclamé que le nouveau patron soit issu du groupe, afin d'assurer la continuité et de garantir sa stabilité. En effet, le 10 novembre 2014, les salariés de Thales s'étaient mobilisés en masse pour que les deux actionnaires du groupe (État et Dassault Aviation) choisissent un nouveau PDG venant de l'interne : plus de 10 000 salariés avaient répondu à un sondage de l'Association du personnel actionnaire de Thales (APAT).
En janvier 2019, Patrice Caine annonce vouloir développer au sein des services proposés par Thales une intelligence artificielle à la fois ultra-fiable et capable d'expliquer ses décisions. Il refuse néanmoins de développer des systèmes d'armes létaux autonomes (SALA).

## Autres fonctions
Patrice Caine a été maître de conférences à l’École nationale d'administration (ENA).
En 2014, il est nommé au sein du Comité de campagne de développement 2014 – 2018 Devenons acteurs de l'innovation de la fondation Mines Paristech.
En décembre 2019, il est nommé président du conseil d'administration de l'Association nationale de la recherche et de la technologie (ANRT) en remplacement de Thierry Breton, nommé commissaire européen,.
Il est administrateur de L’Oréal, Naval Group, Thales et BTP Conseil International.
Le 27 novembre 2020, il est nommé Vice-Président de France Industrie.
Le 7 janvier 2021, il est nommé au Comité de surveillance des investissements d'avenir (CSIA) en qualité de personnalité qualifiée.

## Publications
Patrice Caine est l'auteur de deux ouvrages, :
- L'interministérialité au niveau local : développement économique local, dans le cadre du groupe qu'il animait en 2000 lors du séminaire d'administration comparée
- Le rôle de l'actionnariat dans la gestion des grands groupes, en collaboration avec Jean-François Ducher, 1995

## Décorations
- Chevalier de la Légion d'honneur
- Officier de l'ordre national du Mérite
- Médaille de la Défense nationale, échelon bronze

Patrice Caine est nommé chevalier de l’ordre national du Mérite le 14 mai 2014 au titre de « directeur général opérations et performance dans un groupe industriel de défense ; 24 ans de services ». Sa médaille lui est remise par Jean-Bernard Lévy le 19 novembre 2014. Il est promu au grade d'officier le 15 mai 2025 au titre de « président-directeur général d'un groupe industriel d'aéronautique et de défense ».
Il est titulaire de la médaille de bronze de la Défense nationale.
Il est nommé chevalier de l'ordre national de la Légion d'honneur le 14 avril 2017 au titre de « président-directeur général d'un groupe industriel d'aéronautique et de défense ; 28 ans de services ».

## Pour approfondir